# Geranomyia monorhaphidia
Geranomyia monorhaphidia is een tweevleugelige uit de familie steltmuggen (Limoniidae). De soort komt voor in het Neotropisch gebied.